# Omar Montes
Omar Montes (Carabanchel, Madrid; 22 de juny de 1988) és un cantant i personatge mediàtic madrileny que es va donar a conèixer per les seves aparicions en reality shows com Gran Hermano VIP 6 i Supervivientes 2019. En el paper de cantant, ha tingut gran èxit amb algunes de les seves cançons, com «Alocao», «Prendío (Remix)» o «La rubia (Remix 2)», amb les quals ha aconseguit diverses certificacions en discs de platí i or.
Encara que inicià la seva carrera musical el 2015, va començar a ser conegut per la seva relació sentimental amb la filla d'Isabel Pantoja i la seva participació en el programa Gran Hermano VIP de 2018.

## Biografia

### Primers anys i arribada al panorama televisiu
Va néixer el 22 de juny de 1988 al barri de Carabanchel, a Madrid. Va ser campió d'Espanya de boxa dels pes wèlter, comptant amb més de 100 combats. La seva incursió en la música va començar l'any 2015, coincidint amb el debut del seu primer videoclip: «Mentiras». Encara que la seva fama li vindria anys després, quan va participar en el reality show Gran Hermano VIP 6, al costat de la que llavors era la seva parella, Isa Pantoja. Omar va entrar com a reserva en el concurs i, després de 14 dies a la casa i una nominació, es va convertir en el tercer expulsat de l'edició.

### 2018 - 2019:Supervivientesi primers èxits musicals
Després de la seva participació en el reality de Telecinco, la carrera professional d'Omar va pujar ràpidament, llançant diversos senzills amb altres artistes com: «Así Así» amb Alba Dreid, «Fuego» al costat de Moncho Chavea, Denom, Fyahbwoy i Arce i « Mamá » al costat de Juanjo Sánchez i Daviles de Novelda, entre d'altres. A més, la seva carrera televisiva també va augmentar amb diverses entrevistes en programes com Deluxe, Mujeres y hombres y viceversa o Viva la vida.
En 2019 va aparéixer a un altre reality de Telecinco, Supervivientes, on va compartir edició amb la seva exsogra Isabel Pantoja, la periodista Chelo García Cortés, les cantants Encarna Salazar i Toñi Salazar o els presentadors Carlos Lozano i Mònica Hoyos, entre d'altres. Coincidint amb la seva victòria en el reality, va llançar el remix «La rubia» al costat de La Nueva Escuela, cançó que va aconseguir ser disc de platí i mantenir-se en les llistes d'èxits durant diverses setmanes.
Amb l'èxit del senzill «La rubia (Remix 2)» i la imminent sortida del seu primer àlbum: «La vida mártir», es va saber el llançament d'un tema al costat de la cantant traper Bad Gyal anomenat «Alocao», que es va mantenir com a número 1 en les llistes d'èxits durant setmanes i que va rebre quatre discos de platí. Consagrat el seu èxit, els seus senzills i col·laboracions després d'«Alocao» han tingut gran èxit entre el públic, especialment «Como el agua» al costat d'Ana Mena, «Pegamos tela» al costat d'Abraham Mateo i Lérica, amb disc d'or, «Prendió (Remix)» en col·laboració amb RVFV i Daviles de Novelda, que es va mantenir en les llistes d'èxits des de gener de 2020 fins al març del mateix any i que va assolir el disc de platí o « Más y más »al costat de Ñengo Flow, que en menys de 24 hores va aconseguir ser la primera tendència a YouTube Espanya.
Quant a la seva trajectòria televisiva, a més de participar en dos reality-shows de la principal cadena de Mediaset España, ha col·laborat en el programa Mujeres y hombres y viceversa de comentarista. També ha aparegut en diverses entrevistes com en l'especial de Nit de Nadal de Mi casa es la tuya al costat d'altres artistes com Ainhoa Arteta, Santi Millán o Paz Padilla i presentat per Bertín Osborne, al programa de sorpreses Volver-te a ver presentat per Carlos Sobera o en un vídeo especial d'El hormiguero, presentat per Pablo Motos.

### 2020 - present: Estabilitat en la música
El 2020 va ser nominat als Premis Odeón en la categoria Millor cançó pel tema «La rubia (Remix 2)» al costat de La Nueva Escuela. Aquell mateix any, després de l'augment sostingut de la seva popularitat en els últims anys, algunes fonts van estimar que Montes obtenia uns guanys de 160.000 € al mes gràcies a esdeveniments, festes privades i concerts. També es va anunciar la seva col·laboració amb l'empresa Nike per al llançament de «Illuminati Collection».
L'estiu de 2020 va llançar al costat de Nyno Vargas el tema «Hola, Nena», amb el qual va aconseguir la certificació de disc d'or i «Tinder» amb Arce. A finals del mateix any, va convertir-se en el cantant espanyol més escoltat a la plataforma Spotify.
El 2021 va treure el single «Solo» al costat d'Ana Mena i Maffio, que es va convertir en número 1 en tendències de Youtube en poc temps i que va arribar a la setena posició al top cançons d'Espanya. El senzill va ser certificat amb doble disc de platí pels Productors de Música d'Espanya. Aquest mateix any es va confirmar la seva participació en la segona edició del concurs El desafio d'Antena 3. El maig va llançar el senzill «Pa ti» juntament amb l'artista italiana Baby K. La cançó va entrar ràpidament a les llistes d'èxits italianes amb la posició 95. El juny va llançar la cançó «No quiero amor» amb RVFV, que es va alçar amb la vint-i-quatrena posició a les llistes musicals d'Espanya. El juliol va col·laborar amb Camela en el senzill «Vete» i amb Fabbio i Lennis Rodríguez al remix Diablita. L'agost va llançar una col·laboració amb JC el Diamante titulada «Beba que quieres que haga».

## Discografia

### Àlbums d'estudi
- 2019: «La vida mártir»[35]

### Senzills
- 2015: «Mentiras»
- 2016: «Más que amigos» amb Ylenia Padilla i Moncho Chavea.
- 2016: «Volvió»
- 2016: «Pan bendito» amb Moncho Chavea.
- 2017: «Conmigo» amb Moncho Chavea.
- 2017: «Me compre un 47»
- 2017: «Dime que si»
- 2017: «Karma»
- 2017: «Así así» amb Alba Dreid.
- 2017: «Mi beba»
- 2018: «Mama» amb Daviles De Novelda.
- 2018: «Ambiente gitano» amb Moncho Chavea.
- 2018: «Fuego» amb Moncho Chavea, Denom, Fyahbwoy i Arce.
- 2018: «Pantera» amb Daviles de Novelda i Salcedo Leyry.
- 2018: «Animal»
- 2018: «Morena»
- 2018: «Enamorada»
- 2018: «Bandida»
- 2018: «Tiki tiki» amb Elias i Moncho Chavea
- 2019: «Lucifer»
- 2019: «La rubia (Remix 2)» amb La Nueva Escuela. 3x[36]
- 2019: «Alocao» amb Bad Gyal. 5x[37]
- 2019: «Como el Agua» amb Ana Mena.
- 2019: «Soy Bichote (Remix)» amb Yung Beef, Albany, Kaydy Cain i Rvfv.
- 2020: «Pegamos tela» amb Abraham Mateo i Lérica. [38]
- 2020: «Llamé pa´ verte» amb sasha i fabbio
- 2020: «Prendío (Remix)» amb RVFV i Daviles de Novelda. 2x [39]
- 2020: «Más y más» amb Ñengo Flow.
- 2020: «Hola, Nena» amb Nyno Vargas. 2x
- 2020: «Rueda (Remix)» amb Chimbala i Juan Magan
- 2020: «Tinder» amb Arce.
- 2020: «Ronea» amb Antonio Hernández i Moncho Chavea
- 2020: «Ataca Remix» amb Chimbala i Lenny Tavárez
- 2020: «Qué te pasó?» amb Mariah Angeliq.
- 2020: «Me enamoré» amb Antonio Hernández
- 2020: «En mute» amb Lérica i Cali & Dandee
- 2020: «Soltero» amb Bad Gyal.
- 2020: «Normal que se lo crea» amb Daviles de Novelda i RVFV
- 2020: «No Puedo Amar» amb RVFV.
- 2020: «Fake Capo (Remix)» amb RVFV, Karetta el Gucci
- 2021: «Rebelde» amb yotuel, Beatriz Luengo

## Trajectòria

### Programes de televisió
| Any         | Títol                         | Cadena    | Notes                    |
| ----------- | ----------------------------- | --------- | ------------------------ |
| 2018        | Gran Hermano VIP 6            | Telecinco | Concursant - 3r expulsat |
| 2019        | Supervivientes                | Telecinco | Concursant - Guanyador   |
| 2019        | Ven a cenar conmigo           | Cuatro    | Participant              |
| 2019 - 2020 | Mujeres y hombres y viceversa | Cuatro    | Opinionista              |
| 2020        | Los Gipsy Kings               | Cuatro    | Participant              |
| 2020        | Typical Spanish               | TVE       | Participant              |

### Sèries de televisió
| Any  | Títol              | Cadena | Personatge | Notes                                                                |
| ---- | ------------------ | ------ | ---------- | -------------------------------------------------------------------- |
| 2019 | Una vida de mierda | Mtmad  | ell mateix | Episodi: «Vaig a fer el major gran tema de la Història de la Música» |

## Premis i nominacions
| Any  | Premi                      | Categoria                                            | Treball                                            | Resultat  | Ref    |
| ---- | -------------------------- | ---------------------------------------------------- | -------------------------------------------------- | --------- | ------ |
| 2020 | Premis Odeón               | Millor cançó                                         | «La rubia (Remix 2)» al costat de La Nueva Escuela | Nominat   | [ 40 ] |
| 2020 | LOS40 Music Awards         | Millor Artista o Grup Revelació en categoria Llatina | Ell mateix                                         | Nominat   | [ 41 ] |
| 2021 | Latin Music Italian Awards | Millor cançó eurollatina                             | «Alocao» amb Bad Gyal                              | Guanyador |        |
| 2021 | Premis Odeón               | Millor cançó urbana                                  | «Alocao» amb Bad Gyal                              | Nominat   | [ 42 ] |
| 2021 | Premis Odeón               | Millor cançó urbana                                  | «Prendío (Remix)» amb RVFV i Daviles de Novelda.   | Nominat   | [ 42 ] |
| 2021 | Premis Odeón               | Artista Odeón revelació urbà                         | Ell mateix                                         | Nominat   | [ 42 ] |